# Stylogaster elongata
Stylogaster elongata är en tvåvingeart som beskrevs av Camras 1963. Stylogaster elongata ingår i släktet Stylogaster och familjen stekelflugor.
Artens utbredningsområde är Ecuador. Inga underarter finns listade i Catalogue of Life.